# Маліне (Підкарпатське воєводство)
Маліне (пол. Malinie) — село в Польщі, у гміні Тушув-Народовий Мелецького повіту Підкарпатського воєводства.
Населення — 1666 осіб (2011).
У 1975-1998 роках село належало до Ряшівського воєводства.

## Демографія
Демографічна структура станом на 31 березня 2011 року:
|          | Загалом | Допрацездатний вік | Працездатний вік | Постпрацездатний вік |
| -------- | ------- | ------------------ | ---------------- | -------------------- |
| Чоловіки | 831     | 211                | 539              | 81                   |
| Жінки    | 835     | 205                | 465              | 165                  |
| Разом    | 1666    | 416                | 1004             | 246                  |